# Калуса
Калуса (англ. Calusa) — індіанське плем'я південної Флориди.
Калуса — плем'я, що часто характеризується як войовниче. Про це також свідчить походження назви, яка мовою калуса означає хоробрі (сильні) люди.

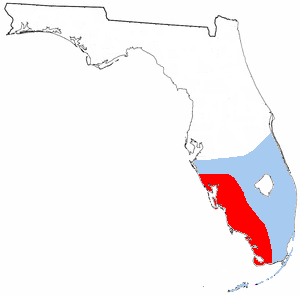
Мапа розселення племені калуса на карті Флориди. Синім кольором виділені території, що контролювалися ними

## Історія вивчення
Іспанці розпочали завоювання південної Флориди у XVI столітті. Проте дуже швидко зустріли спротив місцевого населення. Один з першопрохідців Флориди — іспанський мандрівник Хуан Понсе де Леон помер від стріли калуса в 1521 році. Проте найбільше відомостей про калуса залишив Фернандо де Ескалонте Фонтанеда, який врятувався після корабельної аварії на сході Флориди у 1550 році коли йому було тринадцять років. Багато інших членів екіпажу корабля також вижили, проте тільки Фернандо пощадили та залишили жити місцеві племена. Він жив наступні сімнадцять років серед різних племен південної Флориди, доки його не знайшли іспанські експедиції.
Калуса не були землеробським плем'ям. Археологи знаходять у південній Флориді грузила, що свідчить про їхнє заняття риболовлею. Більшість дослідників вважають, що основною їжею Калуса були морепродукти.

## Посилання в інтернеті

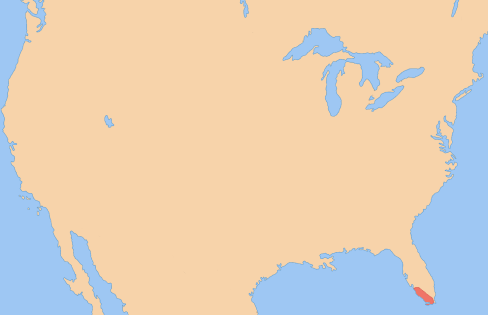
Калуса на карті Північної Америки